# Іллінська (Ленінградська область)
Іллінська (рос. Ильинская) — присілок у Подпорозькому районі Ленінградської області Російської Федерації.
Населення становить 3 особи. Належить до муніципального утворення Вінницьке сільське поселення.

## Історія
Згідно із законом від 1 вересня 2004 року № 51-оз належить до муніципального утворення Вінницьке сільське поселення.

## Населення
| 1873 | 1905 | 1940 | 1958 | 1997 | 2007 | 2010 |
| ---- | ---- | ---- | ---- | ---- | ---- | ---- |
| 44   | ↗106 | ↘98  | ↘41  | ↘6   | ↘4   | ↘3   |